# Jørgen Elmeskov
Jørgen Elmeskov (født 9. oktober 1956) er en dansk økonom. Han har været vicecheføkonom i OECD 2009-13 og rigsstatistiker, dvs. den øverste chef for Danmarks Statistik, i 2013-20.

## Karriere
Jørgen Elmeskov blev cand.polit. i 1981. Derefter var han ansat som økonom i Det Økonomiske Råd i 1981-86, hvorefter han blev ansat i OECD i en række forskellige stillinger i årenes løb, sidst som vicecheføkonom 2009-13. Han har bl.a. været medlem af Velfærdskommissionen i 2004-06, af Pensionskommissionen 2014-15 og af Klimarådet siden 2015.

## Virke som rigsstatistiker
Som rigsstatistiker efterfulgte han Jan Plovsing. Tidligt efter indtrædelsen i det nye hverv udtalte han, at han ville trække Danmarks Statistik i en retning, hvor bureauet selv analyserer og tolker på tallene, frem for blot at producere dem som hidtil.
I 2020 meddelte Elmeskov, at han ønskede at fratræde stillingen ved udløbet af hans kontrakt med slutningen af september 2020. Han blev efterfulgt af den hidtidige direktør for Socialstyrelsen Birgitte Anker.